# سمنة اليمن
سمنة اليمن (الاسم العلمي: Turdus menachensis) هو نوع، في جنس سمنة. يتواجد في شمال اليمن وجنوب المملكة العربية السعودية.

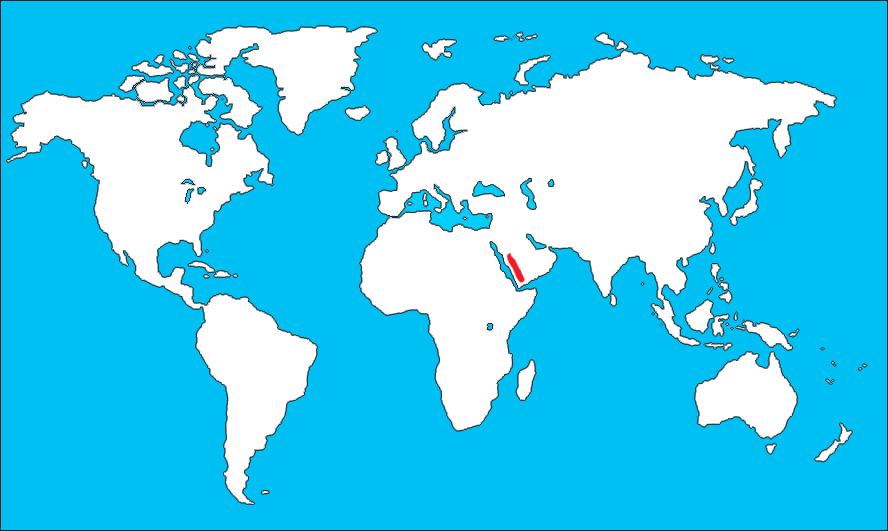
خريطة توزيع Turdus menachensis